# Carlos del Cerro Grande
Carlos del Cerro Grande, född 13 mars 1976 i Alcalá de Henares, är en spansk fotbollsdomare.

## Karriär
Del Cerro Grande dömde mellan 2000 och 2006 i Segunda División B samt mellan 2006 och 2011 i Segunda División. Han dömde sin första match i La Liga den 11 september 2011 i ett möte mellan Real Betis och Real Mallorca.
Han dömde sin första internationella match den 26 maj 2013 i ett möte mellan Skottland och Georgiens U19-landslag. 2016 vann del Cerro Grande Trofeo Vicente Acebedo, ett pris som årligen delas ut av Spaniens fotbollsförbund till den bästa domaren i Spanien. I december 2018 blev han uppflyttad till "UEFA Elite"-kategorin, den högsta nivån av domare inom Uefa.
I april 2021 blev del Cerro Grande utsedd till en av 19 domare som skulle döma EM i fotboll 2020. Han dömde två matcher i turneringen; mötet mellan Kroatien och Tjeckien i grupp D samt mötet mellan Frankrike och Tyskland i grupp F.